# Alžbeta Vaculčiaková
Alžbeta Vaculčiaková (* 5. srpna 1988 Zvolen) je slovenská herečka. Její nejznámější televizní rolí je Petra Hýsková v seriálu Vinaři.

## Životopis
V roce 2014 vystudovala činoherní herectví na Divadelní fakultě Janáčkovy akademie múzických umění (JAMU) v Brně. V absolventském ročníku 2013/14 hrála ve studentském divadelním Studiu Marta. Od roku 2018 pedagogicky působí na Divadelní fakultě JAMU, kde vyučuje předmět Kreativita v pohybu.
V roce 2014 se objevila v pořadu České televize Jogínci. Ve stejném roce si zahrála také jednu z hlavních rolí v seriálu televize Prima Vinaři. Ztvárnila v něm dceru postavy Terezy Kostkové, přičemž jejího bratra hrál kolega z JAMU Jan Brožek. Touto rolí se dostala do širokého povědomí diváků.
Působí v brněnském divadle Buranteatr.

## Filmografie
| Rok  | Název filmu/pořadu | Role          | Poznámky                                |
| ---- | ------------------ | ------------- | --------------------------------------- |
| 2012 | Interande          |               | krátký film                             |
| 2014 | Vinaři             | Petra Hýsková | televizní seriál, jedna z hlavních rolí |

## Divadelní role (výběr)
| Rok  | Název hry                                           | Divadlo                |
| ---- | --------------------------------------------------- | ---------------------- |
| 2011 | Teď na krk oprátku ti věší                          | Divadlo u stolu        |
| 2013 | Kabaret Hrabal                                      | Divadelní studio Marta |
| 2013 | Hamlet                                              | Divadelní studio Marta |
| 2013 | Peer Gynt                                           | Divadelní studio Marta |
| 2014 | Zpověď hochštaplera Felixe Krulla                   | Divadelní studio Marta |
| 2014 | Krvavá svatba                                       | Divadelní studio Marta |
| 2015 | Příběhy nečekaných konců                            | Buranteatr             |
| 2015 | Služky                                              | Buranteatr             |
| 2015 | I obešel já polí pět                                | Divadlo u stolu        |
| 2015 | Moja                                                | Buranteatr             |
| 2016 | Šlabikář                                            | Buranteatr             |
| 2017 | Něžná: pohybové sólo pro dva                        | Buranteatr             |
| 2017 | Alenka v říši znaků                                 | Buranteatr             |
| 2017 | Železný major, část II: Vykoupení - divadelní komix | Buranteatr             |
| 2018 | Homo Eroticus aneb Láska v době těla                | Buranteatr             |